# Фабіан Швінґеншлеґль
Фабіан Швінґеншлеґль (нім. Fabian Schwingenschlögl, 15 серпня 1991) — німецький плавець.
Призер Чемпіонату Європи з водних видів спорту 2018 року.
Призер літньої Універсіади 2017 року.